# Монстры на каникулах
«Монстры на каникулах» (англ. Hotel Transylvania (с англ. — «Отель Трансильвания»)) — американский комедийный анимационный фильм, произведённый компаниями Columbia Pictures и Sony Pictures Animation; выпущен компанией Sony Pictures Releasing. Режиссёром мультфильма является Геннди Тартаковски. Главных героев озвучили Адам Сэндлер, Селена Гомес, Энди Сэмберг, Кевин Джеймс, Фрэн Дрешер, Джон Ловитц, Си Ло Грин, Стив Бушеми, Молли Шэннон и Дэвид Спейд.
Фильм рассказывает историю графа Дракулы, владельца отеля «Трансильвания», где монстры со всего мира могут отдохнуть от человеческой цивилизации. Дракула приглашает некоторых из самых известных монстров, в том числе чудовище Франкенштейна, Мумию, семью оборотней (Вольфыча, Ванду и их детей) и человека-невидимку, чтобы отметить 118-й день рождения своей дочери Мэйвис. Когда в отель неожиданно попадает обычный 21-летний человек-путешественник по имени Джонатан (Джонни) Лоран, Мэйвис влюбляется в него, а Дракула пытается выставить его за пределы отеля.
Фильм вышел 28 сентября 2012 года и был встречен смешанными отзывами критиков, в то время как зрители оценили мультфильм в целом весьма благосклонно. Несмотря на смешанные отзывы, «Монстры на каникулах» установил новый рекорд по кассовым сборам в сентябре 2012 года, заработав в общей сложности 222 миллиона долларов.

## Сюжет
Дракула построил для себя и своей любимой дочки Мэйвис хорошо укрытый от посторонних глаз отель, куда такие монстры, как Франкенштейн и его жена Нюся, мумия Мюррей, оборотни Вольфыч и Ванда, Человек-невидимка, Бигфут, пузырь Стив и другие приезжают отдохнуть от семейных забот, повседневной суеты и, конечно, людей. Но у Дракулы возникают проблемы: дочке исполняется 118 лет, и она ждёт исполнения данного её отцом обещания — он разрешит ей покинуть стены замка, «посмотреть большой мир». И, к её удивлению, отец легко соглашается, хотя и не в «Парадис» (так Мэйвис назвала Гавайи из-за большой надписи на старой открытке), а лишь в соседнюю человеческую деревню. Близкие друзья Дракулы провожают Мэйвис и удивляются: граф-вампир исчез. Сам Дракула в это время (в облике летучей мыши) шпионил за своей дочкой. Всё идёт точно по его плану: деревня ненастоящая, люди — переодетые зомби-слуги. Мэйвис, пробыв минуту среди машущих вилами и горящих «людей», сбегает домой с решением никогда больше не покидать стен отеля. Дракула выходит из-за угла, и, глядя вслед дочери, организует демонтаж деревни.
По возвращении домой он пытается первым делом поднять настроение дочке. После этого возвращается ко входу приветствовать новых постояльцев, но там его ожидает нечто: в отель пробрался человек! Оказывается, Джонатан (так его зовут) — альпинист, «отвалившийся» от компании. Побродив по лесу, он увидел, как зомби убирают фальшивую деревню, и пошёл за ними следом. Так парень и оказался в «Трансильвании», постояльцев которой принимает за людей в карнавальных костюмах. Дракула тащит его в кладовку, где обыскивает, думая, что тот принёс с собой что-то смертельно опасное, а посему очень пугается, когда находит в рюкзаке Джонни плеер, решив, что это какой-то прибор «для чтения мыслей».
Чтобы как-то избавиться от незваного гостя (но при этом чтобы никто не догадался о том, кто он), вампир перекрашивает Джонни в синий цвет, выдавая за дальнего родственника Франкенштейна. Однако, пока граф отвлекается, человек случайно вступает в конфликт с мужем и женой-скелетами. При этом он замечает, что это не «оптический обман», как ему показалось вначале, а настоящие кости. Перепугавшись, Джонни начинает метаться по отелю, в результате чего оказывается на ведьминой метле и со всего разгона врезается в Мэйвис. Немного поговорив с ней, он понимает, что отец её — самый настоящий Дракула. Вампир проводит Джонатана к себе в комнату, по которой тот начинает вновь бегать и кричать от страха. Но попадание в люк со Змеем Горынычем заставляет его утихомириться, а Дракула объясняет ему, что уже давно пьёт «витаминный заменитель» крови, так как в человеческой «кроме холестерина, чего только нет». После этого он решает наконец унести Джонни из замка «на крыльях», но им сразу же встречается Мэйвис, и отцу-вампиру приходится выкручиваться: по его требованию Джонни говорит Мэйвис, что ему якобы 121 год и он приехал помочь с организацией праздника.
Граф провожает дочь до двери и пытается увести Джонни потайными ходами под замком, но он так давно ими не пользовался, что уже не помнит, куда какой ведёт. В результате они попадают в разные номера отеля, пока не выходят в зал со сценой, где друзья Дракулы репетировали номер классической музыки для Мэйвис, но подрались с зомби. Пока Дракула разбирается в причинах драки, Мэйвис неожиданно появляется перед Джонни и завязывает с ним разговор. Парень паникует, когда юная вампирша спрашивает его имя, и от волнения представляется племянником Франкенштейна — Джонни Штейном. Дракула понимает, что ему не удастся незаметно вывести Джонатана из отеля, а также замечает, что он способен разнообразить скучные развлечения для постояльцев. Так и получается.
Джонни быстро завоёвывает популярность среди монстров, особенно в глазах Мэйвис, что вызывает тревогу и отвращение у Дракулы. Впрочем, тому и самому недолго удаётся удержаться перед обаянием Джонни. В скором времени и он убеждается, что это отличный парень, и меняет своё отношение к нему.
Позже гоблин-горбун Квазимодо, работающий в отеле поваром, узнаёт, что Джонни — человек, и похищает его с целью приготовления к столу. Но ситуацию благополучно спасает Дракула: он обездвиживает горбуна, а одна из гаргулий засовывает его палец ему же в нос (так становится трудно понять его речь). Оставшись с Джонатаном наедине, граф рассказывает парню о женщине, увиденной им на портрете, — Марте, жене Дракулы и матери Мэйвис, которую убили люди. Он объясняет, что построил отель для защиты их с Мартой дочери. Джонни собирается уйти, но Дракула просит остаться, чтобы не омрачать день рождения Мэйвис.
Вечеринка в разгаре, и Мэйвис предвкушает, как откроет подарок матери. Спустя какое-то время она и Джонни впервые обмениваются поцелуем; это замечает Дракула и вмешивается в волнующий момент. В порыве гнева он рассказывает об обмане с деревней, и в этот момент в комнате оказывается Квазимодо (всё ещё обездвиженный), чьи слова переводит монстр-муха Флай. Узнав, что Джонни — человек, толпа приходит в замешательство и панику. Мэйвис это не смущает, и она настаивает на том, чтобы остаться с любимым. Но (опять же, ради графа) Джонатан начинает отвергать её и монстров и демонстративно покидает отель.
Расстроенная Мэйвис злится на отца и улетает прочь. Он находит её на крыше с подарком матери, который оказывается книгой, где Марта рассказывает, как встретилась с Дракулой на Гавайях, и у них произошёл «дзинь» (проще говоря, они влюбились друг в друга). Осознав свою ошибку, граф пытается спасти положение. Он убеждает монстров, что Джонни — не такой как все, и что нужно отправиться в мир людей с целью его поиска. В этом ему помогают его лучшие друзья — Франкештейн, Вольфыч, Муми и Человек-невидимка. Винни, дочка оборотня Вольфыча, по запаху забытой футболки определяет, что он в самолёте, готовящемся улететь в Америку. Друзья трогаются в путь, но по пути задерживаются в городке, где как раз шёл карнавал в их честь. Как оказалось, спустя сто с лишним лет люди не пугаются монстров, а наоборот — восхищаются их приходом. Кроме того, по просьбе Франкенштейна они помогают Дракуле выполнить свой долг. Добравшись до самолёта в облике летучей мыши, граф гипнотизирует пилота и через него просит у друга прощения. Конечно же, тот прощает его, и они вместе возвращаются в отель, где Джонни воссоединяется с любимой.
История заканчивается праздничной вечеринкой монстров в честь любви Мэйвис и Джонатана.

## В ролях
| Персонаж                        | Озвучивание (оригинал) |
| ------------------------------- | ---------------------- |
| Дракула                         | Адам Сэндлер           |
| Джонатан (Джонни) Лоран         | Энди Сэмберг           |
| Мэйвис Дракула                  | Селена Гомес           |
| Франкенштейн                    | Кевин Джеймс           |
| Вольфыч                         | Стив Бушеми            |
| Ванда                           | Молли Шэннон           |
| Юнис                            | Фрэн Дрешер            |
| Мюррей (Мумия)                  | Си-Ло                  |
| Гриффин (Человек-невидимка)     | Дэвид Спейд            |
| Квазимодо                       | Джон Ловитц            |
| Лже-Дракула                     | Роберт Шмигель         |
| Усохшая голова                  | Лунелл Кэмпбелл        |
| Доспехи                         | Брайан Джордж          |
| Муха                            | Крис Парнелл           |
| Скелет                          | Крис Парнелл           |
| Марта                           | Джеки Сэндлер          |
| Гремлин                         | Джонни Соломон         |
| Жена гремлина                   | Джонни Соломон         |
| Строитель замка / Монстербайтер | Джеймс С. Дж. Уильямс  |
| второстепенные персонажи        | Кирк Бэйли             |

## Производство
«Монстры на каникулах» был в разработке с 2006 года, когда Энтони Стачи и Дэвид Фейс придумали идею о создании данного мультфильма.
В 2008 году Джилл Култон взял на себя руководство, и около 2010 года, Крис Дженкинс, следом за Тоддом Вилдерманом.
В 2011 году Геннди Тартаковски взял на себя роль в качестве шестого директора — это его режиссёрский дебют.
Менее чем через год Тартаковски переписал сценарий и изменил дизайн фильма, преувеличив 2D-анимацию, взяв за основу мультфильмы Текс Эйвери.
«Я взял все эстетики, мне нравится 2D и применил их здесь», сказал Тартаковски. «Я не хочу делать анимацию для того, чтобы имитировать реальность. Я хочу подтолкнуть к реальности». «Я хотел чтобы это (мультфильм) произвело впечатление, что ж, только Геннди мог сделать такое. Это не просто, особенно с компьютерной графикой, но я чувствую, что здесь не мало моментов, которые сделаны очень по-моему, и мне хотелось бы верить, что он будет воспринят не так как другие компьютерные мультфильмы».

## Видеоигры
Социальная игра по мотивам мультфильма, под названием Hotel Transylvania Social Game, созданная Sony Pictures Interactive, была выпущена 15 августа 2012 года. Игра позволяет игрокам создавать свой собственный Отель Трансильвания, где они должны заботиться о гостях отеля.
Ещё одна видеоигра, под названием Hotel Transylvania, разработанная WayForward и опубликованная GameMill Entertainment, была выпущена 18 сентября 2012 года для Nintendo DS и Nintendo 3DS.
Мобильная игра, под названием Hotel Transylvania Dash, разработанная Sony Pictures Consumer Products Inc. и PlayFirst, была выпущена в ITunes App Store 20 сентября 2012 года. Игра представляет собой изменение мобильной игры Hotel Dash и включает особенности мультфильма и персонажей.
Мобильный цифровой сборник рассказов, под названием Hotel Transylvania BooClips Deluxe App, разработанная Castle Builders и Sony Pictures Animation, и была выпущена в iTunes App Store, Nook Store, Google Play для Android, iBookstore, Metro Microsoft, и для PC и Mac через www.BooClips.com, на английском и испанском языках, 20 сентября 2012.

## Сиквел
Геннди Тартаковски прокомментировал в октябре 2012 года возможность создания продолжения: «Все говорят об этом, но мы ещё не начали писать сюжет, у нас есть много весёлых идей, которые мы могли бы реализовать, например путешествие в реальный мир».
Позже была названа дата выхода продолжения мультфильма — 25 сентября 2015 года. На данный момент существует три продолжения мультфильма, четвёртый вышел в кинотеатры 14 января 2022 года.